# Pohár FAČR 2018-2019
La Coppa della Repubblica Ceca 2018-2019 di calcio (in ceco Pohár české pošty) è stata la 26ª edizione del torneo. La competizione è iniziata il 28 luglio 2018 e si è conclusa il 22 maggio 2019. Lo Slavia Praga era la squadra campione in carica e si è riconfermata conquistando il suo quinto titolo.

## Turno preliminare
Al turno preliminare partecipano 78 squadre, tutte provenienti dal quarto livello e dai livelli inferiori del campionato ceco di calcio.
| Squadra 1              | Risultato       | Squadra 2                      |
| ---------------------- | --------------- | ------------------------------ |
| 28 luglio 2018         |                 |                                |
| Luhacovice             | 1 – 1 (4-5 dtr) | Slavičín                       |
| Prepere                | 2 – 0           | FK Zbuzany 1953                |
| Olesnice               | 4 – 4 (4-5 dtr) | Šumperk                        |
| Hranice                | 5 – 4 (dts)     | TJ Sokol Ústí                  |
| Blansko                | 1 – 3           | Líšeň                          |
| TJ ŽD Bohumín          | 2 – 0           | Hlučín                         |
| Frýdlant nad Ostravicí | 2 – 0           | FC Vsetín                      |
| Hermanice              | 3 – 5           | FC Odra Petřkovice             |
| Nové Sady              | 0 – 2           | Jiskra Rýmařov                 |
| Nový Jičín             | 3 – 1           | Spartak Hulín                  |
| Rosice                 | 8 – 0           | Bystrc                         |
| Zdar na Sazavou        | 3 – 0           | Slovan Havlíčkův Brod          |
| 29 luglio 2018         |                 |                                |
| Humpolec               | 2 – 1           | SK Tatran Ždírec nad Doubravou |
| Detmarovice            | 0 – 1           | Havířov                        |
| Kozlovice              | 2 – 0           | Prerov                         |
| Lanzhot                | 4 – 2           | TJ Slovan Bzenec               |
| Moravan Oldrisov       | 3 – 4           | Bruntal                        |
| Stará Říše             | 0 – 2           | Tasovice                       |
| FC Strání              | 1 – 5           | Viktoria Otrokovice            |
| FC Spartak Velká Bíteš | 0 – 1           | Vrchovina                      |
| Velky Beranov          | 0 – 15          | Slavoj Polná                   |
| 1º agosto 2018         |                 |                                |
| Vodnany                | 0 – 5           | FK Spartak Soběslav            |
| 4 agosto 2018          |                 |                                |
| Aritma Praga           | 1 – 2           | Neratovice-Byškovice           |
| Sokol Libiš            | 0 – 2           | Čáslav                         |
| TJ Přeštice            | 1 – 0           | Meteor Praga VIII              |
| Jindrichuv Hradec      | 4 – 2           | TJ Tatran Sedlčany             |
| Velke Hamry            | 0 – 2           | SS Ostrá                       |
| Tachov                 | 5 – 0           | Hořovicko                      |
| Brezova                | 0 – 4           | Admira Praga                   |
| TJ Tatran Rakovník     | 2 – 1           | Chomutov                       |
| Libcany                | 0 – 1           | FK Brandýs nad Labem           |
| Mostecky               | 4 – 2           | MFK Dobříš                     |
| Náchod-Deštné          | 2 – 1           | Jiskra Mšeno                   |
| Ostrov                 | 0 – 2           | Rakovník                       |
| Rokycany               | 2 – 4 (dts)     | Klatovy                        |
| SK Spartak Slatiňany   | 2 – 1           | Trutnov                        |
| 5 agosto 2018          |                 |                                |
| Nove Sedlo             | 0 – 4           | Kladno                         |
| Beroun                 | 1 – 4           | SK Benátky nad Jizerou         |
| Dukla JM               | 1 – 2           | Hostoun                        |
| Dvůr Králové           | 2 – 0           | Český Brod                     |
| Jilove                 | 0 – 4           | FK Litoměřicko                 |
| Horky nad Jizerou      | 4 – 2 (dts)     | SK Motorlet Praha              |
| Lanskroun              | 2 – 1           | FK Kratonohy                   |
| Baník Souš             | 2 – 3           | FC Viktoria Mariánské Lázně    |
| Pěnčín-Turnov          | 2 – 0           | Nymburk                        |
| Vysoké Mýto            | 3 – 2           | Kolín                          |

## Primo turno
Al primo turno accedono le 39 squadre vincitrici del turno preliminare, le 16 squadre militanti nella Druhá liga, 15 delle squadre militanti nella Česka fotbalová liga, 13 delle squadre militanti nella Moravskoslezská fotbalová liga e altre 3 squadre provenienti dal quarto livello del campionato ceco di calcio.
| Squadra 1                   | Risultato       | Squadra 2              |
| --------------------------- | --------------- | ---------------------- |
| 14 agosto 2018              |                 |                        |
| Klatovy                     | 1 – 2           | Táborsko               |
| Nový Jičín                  | 1 – 4           | Vítkovice              |
| Jiskra Rýmařov              | 0 – 1           | Fotbal Třinec          |
| SK Spartak Slatiňany        | 2 – 4 (dts)     | Hradec Králové         |
| Vrchovina                   | 1 – 3           | Vysočina Jihlava       |
| Viktoria Otrokovice         | 2 – 5           | Vyškov                 |
| TJ Tatran Rakovník          | 1 – 3           | Loko Vltavín           |
| 15 agosto 2018              |                 |                        |
| Frýdlant nad Ostravicí      | 0 – 0 (4-5 dtr) | Frýdek-Místek          |
| Líšeň                       | 3 – 2 (dts)     | Prostějov              |
| Slavoj Polná                | 6 – 1           | Humpolec               |
| Šumperk                     | 0 – 1           | Uničov                 |
| Tasovice                    | 3 – 3 (5-4 dtr) | Velké Meziříčí         |
| Slavičín                    | 1 – 0           | Valašské Meziříčí      |
| Admira Praga                | 1 – 0           | Králův Dvůr            |
| SK Benátky nad Jizerou      | 2 – 1 (dts)     | Benešov                |
| Bruntal                     | 0 – 1           | Dolní Benešov          |
| Čáslav                      | 1 – 1 (3-5 dtr) | Graffin Vlašim         |
| Dvůr Králové                | 1 – 1 (3-2 dtr) | Sokol Živanice         |
| Havířov                     | 1 – 3           | FC Odra Petřkovice     |
| Horky nad Jizerou           | 1 – 2           | Dobrovice              |
| Hostoun                     | 5 – 4           | Slavoj Vyšehrad        |
| Hranice                     | 4 – 2 (dts)     | TJ ŽD Bohumín          |
| Kladno                      | 2 – 0           | Karlovy Vary           |
| Lanzhot                     | 0 – 2 (dts)     | Hanácká                |
| FK Litoměřicko              | 2 – 0           | Varnsdorf              |
| Mostecky                    | 0 – 2           | Sokol Brozany          |
| Náchod-Deštné               | 1 – 2           | Převýšov               |
| Neratovice-Byškovice        | 1 – 4           | FC Slovan Velvary      |
| SS Ostrá                    | 1 – 5           | Zápy                   |
| TJ Přeštice                 | 0 – 6           | Jiskra Domažlice       |
| Rakovník                    | 0 – 4           | Baník Sokolov          |
| Rosice                      | 3 – 1           | Hodonín-Šardice        |
| FK Spartak Soběslav         | 0 – 3           | Písek                  |
| Tachov                      | 0 – 1           | Radotín                |
| Pěnčín-Turnov               | 0 – 3           | Štěchovice             |
| Vysoké Mýto                 | 0 – 2           | Jiskra Ústí nad Orlicí |
| 21 agosto 2018              |                 |                        |
| Jindrichuv Hradec           | 1 – 4           | Dyn. Č. Budějovice     |
| Lanskroun                   | 0 – 1           | Pardubice              |
| FC Viktoria Mariánské Lázně | 1 – 4           | Ústí nad Labem         |
| 22 agosto 2018              |                 |                        |
| Zdar na Sazavou             | 0 – 2           | Zbrojovka Brno         |
| FK Brandýs nad Labem        | 1 – 4           | Viktoria Žižkov        |
| Kozlovice                   | 0 – 4           | Znojmo                 |
| Prepere                     | 2 – 4           | Chrudim                |

## Secondo turno
Al secondo turno accedono le 43 squadre vincitrici del primo turno e 11 squadre militanti nella 1. liga.
| Squadra 1              | Risultato       | Squadra 2          |
| ---------------------- | --------------- | ------------------ |
| 28 agosto 2018         |                 |                    |
| Frýdek-Místek          | 0 – 5           | Opava              |
| Dolní Benešov          | 2 – 5 (dts)     | Vysočina Jihlava   |
| Jiskra Domažlice       | 1 – 2 (dts)     | Táborsko           |
| Uničov                 | 0 – 2           | Baník Ostrava      |
| FC Slovan Velvary      | 0 – 1           | Baník Sokolov      |
| 29 agosto 2018         |                 |                    |
| Admira Praga           | 0 – 6           | Teplice            |
| SK Benátky nad Jizerou | 0 – 2           | Pardubice          |
| Sokol Brozany          | 1 – 2           | Chrudim            |
| Dobrovice              | 0 – 3           | Bohemians 1905     |
| Dvůr Králové           | 0 – 2           | Graffin Vlašim     |
| Hostoun                | 1 – 5           | Loko Vltavín       |
| Líšeň                  | 0 – 4           | Karviná            |
| FK Litoměřicko         | 0 – 2           | Lok. Č. Budějovice |
| Radotín                | 2 – 1           | Hradec Králové     |
| Slavoj Polná           | 2 – 1           | Hranice            |
| Převýšov               | 1 – 2           | Mladá Boleslav     |
| Slavičín               | 3 – 3 (5-4 dtr) | Znojmo             |
| Jiskra Ústí nad Orlicí | 0 – 1           | Viktoria Žižkov    |
| 4 settembre 2018       |                 |                    |
| Vyškov                 | 3 – 2 (dts)     | Vítkovice          |
| Kladno                 | 1 – 2           | Ústí nad Labem     |
| FC Odra Petřkovice     | 0 – 4           | Fotbal Třinec      |
| Písek                  | 0 – 2           | Dukla Praga        |
| 5 settembre 2018       |                 |                    |
| Rosice                 | 0 – 2           | Zbrojovka Brno     |
| Štěchovice             | 1 – 5           | Slovan Liberec     |
| Tasovice               | 2 – 5           | Slovácko           |
| Zápy                   | 1 – 4           | Příbram            |
| Hanácká                | 0 – 5           | Trinity Zlín       |

## Terzo turno
Al terzo turno accedono le 27 squadre vincitrici del secondo turno e le 5 squadre meglio classificate nella 1. liga 2017-2018.
| Squadra 1         | Risultato | Squadra 2          |
| ----------------- | --------- | ------------------ |
| 25 settembre 2018 |           |                    |
| Chrudim           | 2 – 0     | Mladá Boleslav     |
| Slavičín          | 3 – 9     | Trinity Zlín       |
| Baník Sokolov     | 1 – 2     | Baník Ostrava      |
| 26 settembre 2018 |           |                    |
| Radotín           | 0 – 5     | Slovácko           |
| Příbram           | 4 – 1     | Graffin Vlašim     |
| Loko Vltavín      | 1 – 2     | Teplice            |
| Sigma Olomouc     | 7 – 0     | Fotbal Třinec      |
| Zbrojovka Brno    | 0 – 1     | Slovan Liberec     |
| Slavia Praga      | 2 – 0     | Ústí nad Labem     |
| 2 ottobre 2018    |           |                    |
| Slavoj Polná      | 1 – 4     | Sparta Praga       |
| 3 ottobre 2018    |           |                    |
| Bohemians 1905    | 1 – 0     | Lok. Č. Budějovice |
| 10 ottobre 2018   |           |                    |
| Karviná           | 2 – 0     | Táborsko           |
| 11 ottobre 2018   |           |                    |
| Vyškov            | 1 – 5     | Viktoria Plzeň     |
| 12 ottobre 2018   |           |                    |
| Opava             | 1 – 0     | Vysočina Jihlava   |
| Viktoria Žižkov   | 0 – 1     | Dukla Praga        |
| 13 ottobre 2018   |           |                    |
| Pardubice         | 1 – 2     | Jablonec           |

## Ottavi di finale
| Squadra 1        | Risultato       | Squadra 2      |
| ---------------- | --------------- | -------------- |
| 31 ottobre 2018  |                 |                |
| Karviná          | 1 – 0           | Jablonec       |
| Viktoria Plzeň   | 2 – 3 (dts)     | Baník Ostrava  |
| 7 novembre 2018  |                 |                |
| Příbram          | 1 – 2           | Bohemians 1905 |
| 15 novembre 2018 |                 |                |
| Sigma Olomouc    | 2 – 1           | Trinity Zlín   |
| Slovan Liberec   | 1 – 0           | Slovácko       |
| 16 novembre 2018 |                 |                |
| Dukla Praga      | 1 – 3           | Teplice        |
| Slavia Praga     | 3 – 1           | Chrudim        |
| 28 novembre 2018 |                 |                |
| Opava            | 0 – 0 (3-4 dtr) | Sparta Praga   |

## Quarti di finale
| Squadra 1      | Risultato       | Squadra 2      |
| -------------- | --------------- | -------------- |
| 2 aprile 2019  |                 |                |
| Teplice        | 2 – 2 (2-4 dtr) | Sparta Praga   |
| Slavia Praga   | 5 – 0           | Karviná        |
| 3 aprile 2019  |                 |                |
| Bohemians 1905 | 1 – 0           | Sigma Olomouc  |
| Baník Ostrava  | 2 – 1 (dts)     | Slovan Liberec |

## Semifinali
| Squadra 1      | Risultato | Squadra 2      |
| -------------- | --------- | -------------- |
| 24 aprile 2019 |           |                |
| Baník Ostrava  | 1 – 0     | Bohemians 1905 |
| Slavia Praga   | 3 – 0     | Sparta Praga   |

## Finale
| Arbitro: | Petr Ardeleanu |

|  |           |                                |
|  | Marcatori | 37’ (rig.) Souček 78’ Masopust |